# Girls und Panzer
Girls und Panzer (japonsky ガールズ&パンツァー, Gáruzu ando Pancá) je franšíza japonských anime seriálů, mang a videoher, jež vznikla v roce 2012 v dílně společnosti Actas. Hlavním tématem série je soupeření středoškolaček v tankových bitvách, jež jsou ve světě Girls und Panzer považovány za jeden z nejprestižnějších dívčích sportů. Děj původního seriálu Girls und Panzer a stejnojmenné mangy dále rozšířilo několik mang jiných autorů o dalších postavách či dějích odehrávajících se mimo hlavní dějovou linii. Vznikl i celovečerní anime film Girls und Panzer der Film, který měl premiéru 21. listopadu 2015.
Dne 28. srpna 2016 pak bylo na akci spojené se sérií oznámeno pokračování s podtitulem Saišúšó (překl.: Poslední kapitola). Tento projekt byl později představen pod názvem Girls und Panzer: Das Finale, jejíž první díl měl v Japonsku premiéru nakonec až 9. prosince 2017. Vzniknout má celkem šest dílů.

## Popis prostředí
Série se odehrává ve fiktivním světě, kde se tanky z druhé světové války využívají nikoliv jako nástroje smrti, ale jako prostředek bojového umění a sportu určeného pouze pro dívky. Hlavními hrdinkami jsou dorostenky, jejichž střední školy se nacházejí oficiálně v běžných městech na pevnině, ale fakticky existují na palubách obřích lodí, jež připomínají tak plovoucí ostrovy ve tvaru slavných válečných plavidel. Na jejich palubách je celé město, obsahující rozsáhlé školní komplexy a obytné čtvrtě školní zařízení. Za touto zástavou se nachází zalesněné či zatravněné plochy s umělými horami, jež slouží jako tankodrom. Tankový výcvik a následné souboje se nazývají japonsky senša-dó (戦車道, česky doslova "cesta tanku", lze zjednodušit na "jízda tankem"). V podpalubí se nacházejí další objekty pro studentky z námořních studijních oborů. Každá školní loď je charakteristická napodobováním ostatních národů, avšak stále se jedná o japonské střední školy. Samotné tankové bitvy proti ostatním školám probíhají na pevnině. Organizátoři pro veřejnost uzavřou bojovou zónu, která se může nacházet v otevřené krajině, v lesích i ve městech. Tyto informace jsou vysvětlené ve dvou bonusových dílech a ve speciálních OVA, jež vznikaly souběžně s původním seriálem.
Hlavní hrdinkou série je Miho Nišizumiová, která pochází z rodiny slavných tankistek. Sebe samu považuje za netalentovanou a tíží ji špatné vzpomínky na jízdu tankem v jiné škole. Rozhodla se tedy přestoupit na školu v malém městečku Óarai, kde se jízda tankem nevyučovala. Krátce po jejím nástupu na Óaraiskou střední školu se vše dramaticky změnilo.

## Seznam škol a postav
V anime, mangách i v dalších médiích série se vyskytuje kromě výše zmíněné Miho mnoho dalších postav, ať už z Óaraie, nebo z jiných škol. V následujícím seznamu jsou seřazeny dle příslušnosti ke škole a týmu (resp. tanku). U každé postavy, jež se vyskytla v anime, je uvedena i její japonská dabérka.

### Óaraiská dívčí střední škola
(県立大洗女子学園 – Kenricu Ōarai Džoši Gakuen)
Seznam tanků: Panzer IV, Hetzer (předtím LT vz. 38), Typ 89 I-gó, Sturmgeschütz III, M3 Lee. Později přibyly Renault B1 bis, Typ 3 Či-nu, Porsche Tiger. V Das Finale přibyl Mark IV male.
Jedná se o školu na obří lodi ve stylu letadlová loď typu Šókaku, spadající administrativně pod japonské pobřežní městečko Óarai v Prefektuře Ibaraki. Před 20 lety výuku jízdy tankem zrušila, ale nyní ji opět zavedla. Z dřívějších dob zbyl v tankovém depu jediný tank. Další přečkaly schované na nejrůznějších místech. Óaraiská škola neimituje žádný národ a má různorodou tankovou armádu z hlediska původu, všechny tanky jen po jediném kusu. Znakem školy jsou modrobílé kandži pro jméno Óarai (大洗), které jsou napsané jeden přes druhý.
Tým Ďas (あんこうチーム – Ankó Čímu) – řídí německý střední tank Panzer IV Ausf. D s kanónem 7,5 cm KwK 37, později přestavěn na verzi F2 s kanónem 7,5 cm KwK 40 a nakonec na verzi H. Všechny jsou studentky druhého ročníku.
- Miho Nišizumiová (西住 みほ – Nišizumi Miho; Dabing: Mai Fučigamiová) – Velitelka tanku a hlavní velitelka, hlavní hrdinka anime seriálu, má přezdívku Miporin. Na školu přestoupila s vidinou, že zde nebude jezdit tankem, ale přes špatné zkušenosti, kdy tento sport opustila kvůli prohranému finále za svou bývalou školu Kuromorimine, kdy opustila tank s vlajkou, aby zachránila životy posádce jiného tanku topícího se ve vodě, byla v Óaraii jmenována hlavní velitelkou. Ukázala, že je členem slavné rodiny tankistek (její matka je majitelka tankové školy a sestra velitelka Kuromorimine), schopná pracovat pod drtivým tlakem. Teprve až na Óarai ji jízda tankem začala bavit. V Das Finale se vzdala pozice hlavní velitelky ve prospěch Momo.
- Saori Takebeová (武部 沙織 – Takebe Saori; Dabing: Ai Kajanová) – Radistka tanku, hlavní hrdinka novelizované verze seriálu. Upovídaná zrzavá dívka, chlubící se zájmem o tanky a o muže, se považuje za jednu z nejatraktivnějších studentek, přestože nedokáže žádný vztah s mužem navázat. Na začátku Das Finale se stala PR manažerkou studentské rady.
- Hana Isuzuová (五十鈴 華 – Isuzu Hana; Dabing: Mami Ozakiová) – Střelec tanku. Hezká černovlasá dívka z rodiny květinářů, jejíž matka nepřijala její jízdu tankem s nadšením. Na začátku Das Finale se stala předsedkyní studentské rady.
- Jukari Akijamaová (秋山 優花里 – Akijama Jukari; Dabing: Ikumi Nakagamiová) – Nabíječ tanku, hlavní hrdinka manga verze původního anime seriálu. Dívka z rodiny kadeřníků, jež se vyzná v tancích a ve vojenství celkově, tedy zná zpaměti všechny tanky a jejich technické údaje. Zažila jako jedináček rodičů kadeřníků osamělé dětství, ale v tanku je ve svém živlu. Je velkou obdivovatelkou Miho a zdvořile ji oslovuje „Nišizumi-dono“ neboli „mistře Nišizumiová“. Chodí do jiné třídy než zbytek týmu. Je též vynikající průzkumnicí a podniká špionážní výpravy na ostatní školy. Za své činy si vysloužila přezdívky Jukarin nebo Guderian, ale na škole Saunders jí říkají jedině seržant Oddball. V Das Finale se stala místopředsedkyní studentské rady.
- Mako Reizeiová (冷泉 麻子 – Reizei Mako; Dabing: Juka Igučiová) – Řidička tanku. Černovlasá dívka, sirotek (zbyla jí už jen stará babička) a Saorina kamarádka z dětství. Trpí nízkým krevním tlakem, je často unavená, zaspává a je schopná usnout naprosto kdekoliv. Na začátku série má na svém kontě 245 pozdních příchodů a několik neomluvených absencí, proto čelí hrozbě opakování ročníku navzdory vynikajícímu prospěchu a schopnosti učit se velmi rychle, díky čemuž si osvojila řízení tanku během chvilky.

Tým Želva (カメさんチーム – Kame-san Čímu) – řídí československý lehký tank LT vz. 38, který byl později v 10. dílu původního seriálu upraven na Hetzera. V bitvách plní roli provokatérů a záškodníků. Všechny jsou studentky třetího ročníku a členky studentské rady.
- Anzu Kadotaniová (角谷 杏 – Kadotani Anzu; Dabing: Misato Fukuen) – Velitelka tanku, nabíječ, příležitostně střelec. Předsedkyně studentské rady nízké postavy, která je manipulativní, avšak nikoliv zlá. Je někdy dětinská, ale i pohodářská, líná a všežravá. Když převezme pozici střelce, střílí výrazně lépe než Momo. Je vynikající manažerka a vyjednávačka. Na začátku Das Finale odstoupila z funkce předsedkyně studentské rady.
- Momo Kawašimaová (河嶋 桃 – Kawašima Momo; Dabing: Kana Uedaová) – Střelec tanku, příležitostně nabíječ. Brýlatá PR manažerka studentské rady, jež se snaží vypadat vyrovnaně a soustředěně, ale ve skutečnosti působí někdy hystericky, protože se jí nedaří zvládat emoce a stresové situace. Proto ani její střelba není vůbec přesná. Je značně citlivá a snadno se rozpláče. Na začátku Das Finale odstoupila z funkce PR manažerky studentské rady. Pochází z chudé rodiny, má pět mladších sourozenců. Práci v radě byla natolik oddaná, že zanedbávala svá studia a hrozí, že ji nepřijmou na univerzitu. Proto se stala v Das Finale hlavní velitelkou, aby uspěla v talentových zkouškách.
- Juzu Kojamaová (小山 柚子 – Kojama Juzu; Dabing: Mikako Takahašiová) – Řidička tanku. Místopředsedkyně studentské rady, jež je velmi pracovitá a starostlivá. Většinu práce je schopná zastat sama na radě i v tanku. Na začátku Das Finale odstoupila z funkce místopředsedkyně studentské rady.

Tým Kachna (アヒルさんチーム – Ahiru-san Čímu) – řídí japonský střední tank Typ 89 I-gó. Tvoří ho bývalé členky školního volejbalového týmu různých ročníků v naději, že účastí v jízdě tankem dosáhnou obnovení volejbalu na Óarai. Díky vynikající fyzické kondici patří mezi nejlepší japonské tankistky své generace, schopné vymáčknout z typu 89 naprosté maximum. Nebojí se plnit nebezpečné úkoly. Od Der Filmu mají nadstandardní vztahy se studentkami akademie Či-Ha-Tan, zvláště s Fukudou.
- Noriko Isobeová (磯辺 典子; Dabing: Mika Kikučiová) – Velitelka tanku, nabíječ, kapitán zrušeného volejbalového klubu. Má nízkou postavu, ale disponuje ohromným zápalem jak pro volejbal, tak pro jízdu tankem, a také velkou odvahou. Je studentka druhého ročníku.
- Taeko Kondóová (近藤 妙子; Dabing: Maja Jošioková) – Radistka tanku, studentka prvního ročníku.
- Šinobu Kawanišiová (河西 忍; Dabing: Mari Kirimuraová) – Řidička tanku, studentka prvního ročníku.
- Akebi Sasakiová (佐々木 あけび; Dabing: Sakura Nakamuraová) – Střelec tanku, studentka prvního ročníku.

Tým Hroch (カバさんチーム Kaba-san Čímu) – Řídí německé samohybné dělo Sturmgeschütz III (Stug). Je tvořen studentkami druhého ročníku, označovanými jako Reki-džo, které si hrají na slavné historické osobnosti a přejímají jejich jména jako své přezdívky, a na drsňačky. Často popisují události očima dějin a jejich aktérů.
- Riko Macumotaová (松本 里子) / Erwin (エルヴィン – Eruvin; Dabing: Satomi Morijaová) – Spoluvelitelka samohybného děla, radistka. Nosí německou čapku polního maršála pouštního provedení a připodobňuje se k maršálu Erwinu Rommelovi. Specializuje se na evropské dějiny a na Druhou světovou válku.
- Takako Suzukiová (鈴木 貴子) / Caesar (カエサル – Kaesaru; Dabing: Eri Sendaiová) – Spoluvelitelka samohybného děla, nabíječ. Je vůdkyní této skupiny historiček, nosí římský sagun a připodobňuje se ke Gaiu Juliu Caesarovi. Specializuje se na dobu Římské říše.
- Kijomi Sugijamaová (杉山 清美) / Saemonza (左衛門佐; Dabing: Juka Inoueová) – Střelkyně samohybného děla. Nosí šest zlatých mincí na počest slavného samuraje Sanady Jukimury, k němuž se připodobňuje. Specializuje se na období Sengoku.
- Takeko Nogamiová (野上 武子) / Orjó (おりょう; Dabing: Ajuru Óhašiová) – Řidička samohybného děla. Připodobňuje se k slavné japonské političce Narasaki Rjó. Specializuje se na období Bakumacu.

Tým Králík (ウサギさんチーム, Usagi-san Čímu) – Řídí americký střední tank M3 Lee. je tvořen šesticí upovídaných studentek prvního ročníku. Přes těžké začátky, kdy prosluly tím, že při exhibičním zápasu opustily tank, si dokážou při bitvě najít svou roli a oslabit soupeře, často inspirované z válečných filmů.
- Azusa Sawaová (澤 梓; Dabing: Hitomi Takeučiová) – Velitelka tanku. Ze všech ostatních prvaček týmu je nejvíce vážná a odhodlaná. Dovede si zjednat disciplínu a také v kritických okamžicích uklidnit ostatní. Ostatní členky týmu ji proto připodobňují k Miho.
- Karina Sakagučiová (阪口 佳利奈; Dabing: Konomi Tadová) – Řidička tanku. Velice impulzivní.
- Júki Ucugiová (宇津木 優季; Dabing: Juri Jamaokaová) – Navigátorka a radistka tanku, nabíječ 75mm kanónu. Energická dívka, ale není příliš bystrá. Je expertka na zbytečné a hloupé poznámky.
- Ajumi Jamagóová (山郷 あゆみ; Dabing: Nozomi Nakazatová) – Nabíječ a střelec 75mm kanónu. Zatímco ostatní členky týmu jsou velice drobné, Ajumi má vysokou sportovní postavu a klukovskou povahu.
- Saki Marujamuová (丸山 沙希; Dabing: Mikako Komacuová) – Nabíječ 37mm kanónu na věži. Velmi tichá a uzavřená dívka, v průběhu seriálu téměř nemluví. Vypadá proto hloupě, ale ve skutečnosti bedlivě sleduje, co se děje kolem. Když už promluví, tak po zralé úvaze, nebo když vidí své oblíbené motýly. Otevře se jedině před Karinou, svou nejlepší kamarádkou.
- Aja Ónová (大野 あや; Dabing: Čuna) – Střelec 37mm na věži i 75mm kanónu. Své kamarádky je schopna dostat vždy do dobré nálady, často používá internet. Je velmi impulsivní střelkyně. Při bitvě se Saunders se jí rozbily brýle, které s sebou nosí do dalších a nasadí si je pokaždé, když je jejich tank vyřazen.

Tým Husa (カモさんチーム, Kamo-san Čímu) – Řídí francouzský těžký tank Renault B1 bis. Je tvořen trojicí studentek třetího ročníku, jež vedou disciplinární a mravnostní výbor. Bedlivě dohlížejí na dodržování školního řádu a zaznamenávají studentkám pozdní příchody. Tank ovládají ve třech lidech, přestože byl navržen pro čtyřčlennou posádku. Všechny tři dabovala ta samá osoba.
- Midoriko Sonová (園 みどり子; Dabing: Šiori Izawaová) – Velitelka tanku, radistka, nabíječ a střelec 47mm kanónu na věži, dále předsedkyně disciplinárního a mravnostního výboru a poradkyně Anzu. Drobná dívka s účesem ve stylu Kappa hlídá vstupní bránu školy a se zápalem nedochvilným studentkám zapisuje pozdní příchody. Obzvlášť spadeno má na Mako. Je puntičkářská, hádavá a ostatní ji snadno naštvou přezdívkou Sodoko, což je zkrácenina a přesmyčka jejího příjmení a jména. Na začátku Das Finale odstoupila z funkce předsedkyně disciplinárního a mravnostního výboru.
- Mojoko Gotóová (後藤 モヨ子; Dabing: Šiori Izawaová) – Řidička tanku a střelec 75mm kanónu. Má přezdívku Gomojo. Je tichá a poslušná.
- Nozomi Konparuová (金春 希美; Dabing: Šiori Izawaová) – Nabíječ 75mm kanónu. Má přezdívku Pazomi. Je tichá a poslušná.

Tým Mravenečník (アリクイさんチーム, Arikui-san Čímu) – Řídí japonský střední tank Typ 3 Či-nu. Je tvořen třemi podivínskými dívkami, jež hrají online hry a v reálném životě se poprvé setkaly až u tanku, když se rozhodly přestoupit do jízdy tankem. Zjistily, že v reálu se tank řídí mnohem obtížněji než na počítači. Na to reagovaly trávením času posilováním a časem skutečně značně zesílily, když si podávají nábojnice jednou rukou, přičemž dříve sotva zařadily rychlost ve dvou lidech.
- Nekota (猫田; Dabing: Ikumi Hajamaová) – Velitelka tanku a radistka. Nosí tlusté brýle a kočičí čelenku. Vypadá v tom velmi divně, ale když obojí sundá, ve skutečnosti velmi půvabná. Je studentka druhého ročníku a spolužačka Miho, Hany, Saori a Mako. Když mluví, zakončuje větu citoslovcem „njá“. Díky tomu má přezdívku Nekonjá (ねこにゃー).
- Momogá (ももがー; Dabing: Masajo Kurataová) – Řidička tanku. Nosí růžovou pásku ve tvaru srdce přes pravé oko. Je studentka prvního ročníku. Když mluví, zakončuje větu citoslovcem „momo“.
- Pijotan (ぴよたん; Dabing: Sumire Uesakaová) – Nabíječ a střelec tanku. Je studentka třetího ročníku. Když mluví, zakončuje větu citoslovcem „pijo“.

Tým Leopon (レオポンさんチーム, Reopon-san Čímu) – Řídí německý těžký tank Porsche Tiger. Je tvořen idealistickými členkami školního automobilového klubu, studentkami třetího ročníku, které se před vstupem do předmětu jízdy tankem zabývaly převážně údržbou a opravami tanků. Svůj Porsche Tiger si hýčkají a na hraně pravidel mu vylepšily pohonnou jednotku. Jejich snem je driftovat s tankem jak na závodní dráze. Místo tankové uniformy upřednostňují své žluté montérky.
- Satoko Nakadžimaová (中嶋 悟子; Dabing: Nozomi Jamamotová) – Velitelka tanku a radistka. Její jméno je odvozeno od závodníka Formule 1 Satorua Nakadžimy.
- Hošino (ホシノ; Dabing: Hisako Kanemotová) – Střelec tanku.
- Suzuki (スズキ; Dabing: Mai Išiharaová) – Nabíječ tanku.
- Cučija (ツチヤ; Dabing: Eri Kitamuraová) – Řidička tanku.

Tým Žralok (サメさんチーム, Same-san Čímu) – Řídí britský tank Mark IV male. Je tvořen pěticí studentek námořního oboru, které se k jízdě tankem přihlásily v Das Finale, aby pomohly Momo, které chtějí vrátit laskavost za to, že se za ně kdysi postavila, když čelily hrozbě vyloučení ze studia. V nejspodnější palubě školní lodi, jež tvoří slum, kde nemá žádnou autoritu ani studentská rada ani mravnostní výbor, vedou Bar Donzoko. Stylizují se do role pirátek. Rády děsí členky týmu Králík.
- Ogin (お銀; Dabing: Ajane Sakuraová) – Velitelka tanku a kapitán pirátů. Je též známá pod přezdívkou "Tornádo" (竜巻 Tacumaki).
- Rum (ラム; Dabing: Nacumi Takamoriová) – Jedna ze dvou řidiček tanku – na levoboku. Je velká pijanka. Je též známá pod přezdívkou "Explodující cyklón."
- Murakami (ムラカミ; Dabing: Jó Taičiová) – Jedna ze dvou střelců tanku – na pravoboku a nabíječ. Je velice impulzivní a výbušná, silná žena a rváčka. V Baru Donzoko působí jako vyhazovač. Je též známá pod přezdívkou "Sargasso" (サルガッソ Sarugasso).
- Flint (フリント; Dabing: Madoka Jonezawaová) – Jedna ze dvou řidiček tanku – na pravoboku a radistka. V Baru Donzoko působí jako zpěvačka a všude s sebou tahá mikrofon. Je též známá pod přezdívkou "Obří vlna."
- Cutlass (カトラス; Dabing: Ami Nanaseová) – Jedna ze dvou střelců tanku – na levoboku a nabíječ. Působí jako barmanka v Baru Donzoko. Má velice chladnou povahu a nedává najevo žádné emoce, ale ve skutečnosti jí záleží na ostatních. Je též známá pod přezdívkou "Čerstvá rybičkovo-rýžová miska."

Ostatní:
- Taiga Ó – členka novinářského kroužku. Působí energicky.
- Sadoka – řadová členka disciplinárního a mravnostního výboru.
- Mazoe – řadová členka disciplinárního a mravnostního výboru.

### Dívčí akademie Kuromorimine
(黒森峰女学園, Kuromorimine Džogakuen – česky doslova Hora Černý les)
Seznam tanků: LT vz. 35, LT vz. 38, Panzer II, Panzer III, Panzer IV, Panzer V Panther, Tiger I Tiger II (věže typu „Henschel“ i typu „Porsche“), Maus; Stíhači tanků: Hetzer, Jagdpanzer IV, Jagdpanther, Elefant, Jagdtiger; Samohybná děla: Sturmgeschütz III.
Jedná se o dívčí školu z prefektury Kumamoto. Obří loď připomíná letadlovou loď Graf Zeppelin a škola je vedená v nacistickém stylu. V jízdě tankem je tato škola nadmíru úspěšná a v předešlých deseti letech vyhrála devětkrát japonský národní pohár. Pouze v předešlé sezóně skončila druhá, když ji porazila Pravda. Škola vlastní širokou, prakticky kompletní paletu tanků Třetí Říše. Ve znaku mají upravený železný kříž a přes něj kandži nápis 黒森峰.
- Maho Nišizumiová (西住 まほ; Dabing: Rie Tanakaová) – Velitelka tanku Tiger I a hlavní velitelka školy. Studentka třetího ročníku. Talentovaná tankistka a přirozená vůdkyně, respektovaná celou senša-dó scénou. V boji působí chladně, přísně a nekompromisně, aby dostála očekávání své matky a stala se pokračovatelkou bojového stylu Nišizumi, avšak ve skutečnosti je starostlivá a srdečná, a to i k soupeřkám. Dokáže uznat kvality soupeře, především své sestry Miho, u které oceňuje její vlastní tankový styl a přizpůsobivost aktuální situaci, čehož ona sama není schopná. Svou sestru má ráda a viditelně ji například v 8. díle seriálu zasáhl matčin úmysl vydědit Miho. V Der Film byla první, kdo dorazil Óarai na pomoc. V Das Finale byla přijata na univerzitu v Dolním Sasku v Německu.
- Erika Icumiová (逸見 エリカ; Dabing: Hitomi Nabatameová) – Velitelka tanku Tiger II, zástupkyně velitele a pobočnice Maho. Často hlasitě kritizuje Óarai a jejich velitelku Miho, svou bývalou spolužačku. Jízdu tankem bere smrtelně vážně, považuje ji takřka za posvátnou a nesnese, když někdo Jízdu tankem zneucťuje. Vůči Miho byla arogantní a neodpustila ji finále v předešlém roce ani její odchod na Óarai, kde její nástup na pozici hlavní velitelky považovala za zradu Kuromorimine. V bitvách působí značně výbušně, když věci nejdou podle plánu, ale dovede se smířit s prohrou. V Das Finale se stala hlavní velitelkou.
- Kóme Akabošiová (赤星 小梅; Dabing: Eri Sendaiová) – Velitelka tanku Panther, která v předešlém ročníku velela Panzeru III. Patřila mezi ty, kterým Miho zachránila život, když se tank topil v řece. Jako jediná z jejího týmu zůstala poté u Jízdy tankem a měla možnost v 10. díle seriálu poděkovat Miho za záchranu a omluvit se jí za chování ostatních studentek Kuromorimine.
- Emi Kodžimaová (小島エミ; Dabing: Ikumi Hajamaová) – Velitelka Jagdpanthera, kterému tým Želva dvakrát ustřelil pás. Na Hetzer tedy nevzpomíná ráda.
- Gešiko – Velitelka tanku Panzer V Panther, která neidentifikovala óaraiský Hetzer, jenž se zařadil v průběhu 11. dílu seriálu do jejich formace a způsobil chaos. Svůj omyl nenapravila při ústupu Óaraie z kopce ani v bitvě ve městě. Kdykoli při připomenutí Hetzeru se naštve. Její skutečné jméno není známé, Gešiko bylo vymysleno fanoušky spojením slov Geši (kopnutí) a Ko (dívka), podle její reakce na Hetzer zařazený do jejich formace (kopání střelce svého tanku do ramena).
- Sangó – Velitelka tanku Panzer III, jež sledovala pohyb Óaraiských a měla za úkol chránit Maus. Kvůli vlastní aroganci se nechala hloupě vyřadit. I ona si své selhání vyčítá.
- Mauko – Velitelka supertěžkého tanku Maus. Je velice impulsivní a agresivní při bitvách, ale jindy je strašpytel. Z bitvy s Óaraií vyšla zahanbena a zasedla si na tým Kachna, na jejich Typ 89 a hlavně na velitelku Noriko a střelkyni Akebi. Jejich opětovné setkání nedlouho po bitvě málem skončilo rvačkou. Její skutečné jméno není známé, Mauko bylo vymysleno fanoušky spojením slov Mau (z Maus) a Ko (dívka).
- Ren Máruová – Bývalá zástupkyně hlavní velitelky školy, jež se předešlou sezónu vzdala svého místa ve prospěch Miho. Role řadové tankistky této studentce třetího ročníku však vyhovuje lépe a stala se ostrostřelcem ve Sturmgeschütz III. Patří mezi nejlepší střelce v Kuromorimine. Maho si ji osobně vybrala jako střelkyni, když se účastnila akce „Cauldron“ coby Tým Nibelungen.
- Leila Róová – Působila v tanku Panzer II v kvalifikačním duelu na pozici zástupkyně velitele po boku Eriky, své nejlepší kamarádky, s níž se zná už od základní školy.
- Nacumi – Spolužačka Maho a Ren. V přípravném zápase s Jatkosotou byla jen na lavičce, avšak Maho si ji osobně vybrala jako řidičku, když se účastnila akce „Cauldron“ coby Tým Nibelungen.
- Bauer – Zúčastnila se přípravného zápasu proti Jatkosotě a účastnila se též akce „Cauldron“ coby členka týmu Schwarzwald Kampfgruppe pod vedením Eriky.

### Dívčí akademie st. Gloriana
(聖グロリアーナ女学院, Sei Guroriána Džogakuin)
Seznam tanků: Pěchotní a křižníkové: Matilda Mk II, Churchill, Crusader, Cromwell; Lehké tanky: Mk VI, Tetrarch, Harry Hopkins, M3 Stuart.
Jedná se o dívčí střední školu z prefektury Kanagawa, jež je vedená v britském stylu. Školní loď připomíná letadlovou loď HMS Ark Royal (91). Název školy je odvozen od přezdívky Gloriana, kterou nosila anglická královna Alžběta I. Dívky z této akademie často pijí čaj, a to i během bitev. Libují si v eleganci, v tradicích a v konzervatismu. Je to přísně výběrová, bohatá a úspěšná škola. Ve znaku mají štít s namalovanou čajovou sadou a s ibiškem syrským. Hlavní velitelka má ve zvyku obdarovávat soupeřky balením s šálky čaje, pokud uzná jejich kvality. V seriálu reprezentuje tuto školu píseň The British Grenadiers.
- Darjeeling (ダージリン; Dabing: Eri Kitamuraová) – Velitelka tanku Churchill a hlavní velitelka školy, studentka třetího ročníku. Je téměř nemožné vidět ji bez šálku s čajem. Zakládá si na vybraných způsobech chování i mluvení, ráda vypráví vtipy či citáty slavných osobností. Jízdu tankem považuje za disciplínu, k níž patří kavalírské vystupování. Nesnese špinavou hru speciálně škol Saunders a Pravdy. Obdivuje taktické schopnosti Miho a nevynechala ani jeden zápas óaraiské školy, které začala fandit. Zamaskovaná se účastnila akce „Cauldron“ coby velitelka Týmu Guy Fawkes a tanku Harry Hopkins, a také jako organizátorka. Její přezdívka je odvozena z čaje Darjeeling.
- Assam (アッサム; Dabing: Satomi Akesakaová) – Střelec tanku Churchill, pobočnice Darjeeling, studentka třetího ročníku. Má zajímavě zvlněné blond vlasy, je usměvavá a velmi tichá. Má také roli analytičky, identifikuje slabé body nepřítele a odhaduje šance na zvládnutí překážek. Pro Darjeeling také provádí špionáž. Její přezdívka je odvozená z čaje Assam.
- Orange Pekoe (オレンジペコ; Dabing: Mai Išiharaová) – Nabíječ tanku Churchill, pobočnice Darjeeling, studentka prvního ročníku. Doprovází Darjeeling v hledišti tankových bitev Óaraie a často na rozdíl od ní pochybuje, že dokážou zvítězit proti přesile soupeřek. Účastnila se akce „Cauldron“ coby velitelka Týmu Chindits. Její přezdívka je odvozená z čaje Orange pekoe.
- Rosehip (ローズヒップ; Dabing: Nacumi Takamoriová) – Velitelka tanku Crusader Mk. III, studentka prvního ročníku, velí skupině ostatních Crusaderů. Na rozdíl od Darjeeling a jejích dvou pobočnic je Rosehip velmi energická, zbrklá, neelegantní, hlučná, posedlá rychlostí svého tanku a z ničeho si nic nedělá. Darjeeling ji často umravňuje, ale zároveň jí trochu závidí její vlastnosti, které mají původ z její rozvětvené rodiny pod jedinou střechou. Rosehip má sedm starších sourozenců a další dva nevlastní sourozence. její přezdívka je odvozená z šípkového čaje.
- Rukuriri (ルクリリ; Dabing: Masajo Kurataová) – Velitelka tanku Matilda Mk II a často plní roli pronásledovatele soupeřek, ačkoliv ji znevýhodňuje malá rychlost Matildy. Má tendenci pronásledované soupeřky slovně častovat. Když se její tank ocitne na mušce nepřítele, schová se ihned do věže.
- Nilgiri (ニルギリ) – Velitelka tanku Matilda Mk II. Je známá tím, že je při bitvě jako první vyřazen zrovna její tank.
- Cranberry – Velitelka tanku Crusader Mk. III pod velením Rosehip během exhibiční bitvy Óarai+Či-Ha-Tan proti Svaté Glorianě+Pravdě.
- Vanilla – Velitelka tanku Crusader Mk. III pod velením Rosehip během exhibiční bitvy Óarai+Či-Ha-Tan proti Svaté Glorianě+Pravdě.
- Ruhuna – Řidička tanku Churchill pod velením Darjeeling.
- Earl Grey (アールグレイ) – Absolventka Sv. Gloriany, bývalá hlavní velitelka školy, velitelka tanku Cromwell a vysloužila si v minulosti přezdívku „Ďáblice na Cromwellu“. Ve druhém ročníku zaučovala coby zástupkyně velitelky školy prvačky Darjeeling a Assam v Jízdě tankem. Má velmi podobnou povahu jako Darjeeling.

### Střední škola při univerzitě Saunders
(サンダース大学付属高校, Sandásu Daigaku Fuzoku Kókó)
Seznam tanků: Hlavní: M4 Sherman, M4A1(76) Sherman, M4A2 Sherman, Sherman Firefly, M4A6 Sherman; Tréninkové a pro jiné účely: M1 lehký tank, T7 Combat Car, M22 Locust (pronajaté od BC školy Svobodných)
Saunders je dívčí střední škola z prefektury Nagasaki, jejíž absolventky přecházejí rovnou na univerzitu Saunders. Je vedená v americkém stylu. Školní loď připomíná letadlovou loď USS George Washington (CVN-73). Mají ze všech škol k dispozici nejvíce finančních prostředků a mají největší počet tanků ze všech škol. Jsou známy i pořádáním velkých akcí jako doprovodný program k Jízdě tankem i mimo něj, kdy dávají najevo své bohatství i uvolněnou a energizující školní atmosféru. Přes toto bohatství však škola tradičně disponuje téměř výhradně tanky Sherman, i když si může dovolit daleko lepší bojovou techniku. Ve znaku mají bílý štít s pěticípou modrou hvězdou, se žlutým bleskem a pod hvězdou je červená stuha s nápisem Saunders. V seriálu reprezentují tuto školu písně Battle Hymn of the Republic, U.S. Field Artillery March a M4 Sherman Medium Tank A GO GO!
- Kay (ケイ; Dabing: Ajako Kawasumiová) – Velitelka tanku M4 Sherman a hlavní velitelka školy. Vypadá a působí jako typická Američanka. Je hlučná, upovídaná, charismatická a přehnaně sebevědomá. Je přesvědčena, že jízda tankem není jako válka, ale má být hlavně zábava. Má velký smysl pro fair play.
- Naomi (ナオミ; Dabing: Marija Iseová) – Střelec tanku Sherman Firefly, pobočnice Kay. Výborně střílí na daleké cíle. Při bitvách působí klidně a uvolněně a žvýká žvýkačku.
- Alisa (アリサ; Dabing: Aja Hiranová – Velitelka tanku M4A1(76) Sherman a radistka, pobočnice Kay. Je manipulativní a toužící po výhrách za každou cenu, tedy se nebrání špionáži, odposlechům soupeřek ani podvádění. Když se ocitne pod tlakem, nedovede zachovat klid a dostane hysterický záchvat. Je nešťastně zamilovaná do Takešiho, který ji nechce. Zúčastnila se akce „Cauldron“ coby velitelka Týmu Flying Tankers Volunteer Group.
- Dívka s helmou – Nabíječ tanku M4A1(76) Sherman pod velením Alisy, nosí neustále vojenskou helmu US M1938 tanker's helmet, od které je odvozeno její označení, protože její jméno je prozatím neznámé. Zúčastnila se akce „Cauldron“ coby řidička tanku T7 Combat Car v Týmu Flying Tankers Volunteer Group.

### Střední škola Pravda
(プラウダ高校, Purauda Kókó)
Seznam tanků: T-34/76, T-34/85, IS-2, KV-1, KV-2, T-70, ISU-152.
Pravda je dívčí střední škola z prefektury Aomori, jež je vedena v sovětském stylu. Školní loď připomíná letadlovou loď Kijev. Pyšní se titulem úřadující mistr Japonska. Název školy je přímo odvozený z názvu sovětského deníku Pravda. Na škole neexistuje studentská rada, místo toho mají jedinou vůdkyni, jež je zároveň hlavní velitelkou tankového týmu. Ta vládne škole diktátorským způsobem s kultem osobnosti. Neposlušné studentky jsou trestány „nucenými pracemi“ či výukou po škole v učebně bez oken. Znak školy připomíná znak Sovětského svazu. Je tvořen dvěma úhelníky a příložníkem, poskládanými tak, aby připomínal srp a kladivo, dále nůžky nahrazují rudou hvězdu. Na svých uniformách mají ještě znak čtyřcípé rudé hvězdy. V seriálu reprezentují tuto školu písně Kaťuša, Poljuško pole a v americké verzi také Korobuška.
- Kaťuša (カチューシャ, Kačúša; Dabing: Hisako Kanemotová) – Velitelka tanku T-34/85 a hlavní velitelka školy, studentka třetího ročníku. Je mrňavá (měří jen 127 cm), rozmazlená, panovačná a dětinská, také otevřeně ventiluje zlobu, když nejdou věci podle plánu. Trpí napoleonským komplexem a často sedá Nonně na ramena, aby na soupeřky nahlížela svrchu, někdy je dokonce ponižuje. Co se týče tanků, je mistrem strategie, skvělou vůdkyní a studentky Pravdy jsou jí zcela oddané, což prokázala už jako prvačka při panenské jízdě v tanku, kdy uštědřila starším studentkám ostudnou porážku. Také disponuje velkou fyzickou silou, když si jako prvačka zvládla poradit se třemi staršími studentkami. Přes své vady má velký smysl pro sportovní chování a je schopna uznat porážku i sílu soupeře. K Miho chová určitý obdiv.
- Nonna (ノンナ; Dabing: Sumire Uesakaová) – Velitelka a střelkyně tanků T-34/85 i IS-2, Kaťušina pobočnice a zástupkyně, studentka třetího ročníku. Kaťuše je naprosto oddaná a splní každý její rozkaz. Také o rozmazlenou Kaťušu pečuje, jako by byla její vlastní dcera, ale někdy si ji při tom dobírá.
- Klára (クラーラ, Kurára, Клара; Dabing: Jevgenija Daviďuková) – Velitelka tanku T-34/85, od Der Filmu Kaťušina pobočnice a druhá zástupkyně, studentka třetího ročníku. Je ruská studentka z Novosibirsku, jež přestoupila (dle svých slov pod vlivem "nealkoholické" vodky omylem) na japonskou školu Pravda. Hovoří plynně rusky i japonsky, ale svými hovory v ruštině s Nonnou během bitev dráždí Kaťušu. Její otec pracuje ve zpravodajské službě a sehnal jí fotku Kaťuši, když byla malá. Pečuje o ni, ale ne v takové míře jako Nonna.
- Nina (ニーナ; Dabing: Saki Ogasawaraová) – Velitelka a jedna ze dvou nabíječů tanku KV-2, studentka prvního ročníku. Je naivní, ale jinak velmi oddaná Kaťuše. Zúčastnila se akce „Cauldron“ coby velitelka týmu Kaťušina dobrovolnická armáda a velitelka tanku T-70.
- Alina (アリーナ; Dabing: Kanami Satoová) – Jedna ze dvou nabíječů tanku KV-2, studentka prvního ročníku. S Ninou jsou kamarádky. Zúčastnila se akce „Cauldron“ coby zástupkyně velitelky týmu Kaťušina dobrovolnická armáda a velitelka tanku T-70.
- Rei (Jekatěrina) Uradžiová – Absolventka Pravdy, bývalá hlavní velitelka školy dva roky nazpět, velitelka tanku IS-2.
- Ruiko (Olga) Aragusaová – Absolventka Pravdy, bývalá zástupkyně velitelky školy dva roky nazpět, střelec tanku IS-2 pod velením Jekatěriny.
- Šieru (Polina) – Absolventka Pravdy, velitelka tanku T-34/85. Byla mrňavá stejně jako Kaťuša a stejně tak byla výbušná.
- Fumie Kameová (Natalija) – Absolventka Pravdy, bývalá hlavní velitelka školy, velitelka tanku IS-2, před jmenováním velitelkou školy velela tanku T-34/85. Je Kaťušina předchůdkyně ve funkci.
- Šinobu Góri (Líza) – Absolventka Pravdy, bývalá zástupkyně velitelky školy, střelec tanku IS-2, před jmenováním zástupkyní velitelky školy byla střelkyní tanku T-34/85 pod velením Natalije. Je Nonny předchůdkyně ve funkci.

### Střední škola Anzio
(アンツィオ高校, Ancio Kókó)
Seznam tanků: Carro Veloce L3/33, Semovente 75/18, Fiat M13/40, Carro Armato P40. Dále Carro Veloce L3/33 s protitankovým Solothurn S-18/1000.
Anzio je dívčí střední škola z prefektury Aiči, jež je vedena v italském stylu. Školní loď připomíná letadlovou loď Aquila. Devizou školy je italská kuchyně a turismus, kterých si studentky váží mnohem více než tanků. Těch má škola k dispozici z důvodu nedostatku financí poměrně málo a mnohé má kvůli tomu v nebojeschopném stavu. Přesto jich má ale více než Óarai. Na školní lodi mají mnoho replik italských památek, včetně Kolosea. Studentky se navzájem oslovují jako sestry. Ve znaku mají nakrájenou pizzu. Název školy pochází od bitvy u Anzia. V seriálu reprezentují tuto školu písně Funiculì, Funiculà a Fiamme Nere.
- Čijomi Anzajová (安斎 千代美) / Ančovy (アンチョビ; Dabing: Maja Jošiokaová) – Velitelka tanku Carro Armato P40, hlavní velitelka školy, studentka třetího ročníku. Nosí titul Duce a uniformu velmi podobnou té, kterou nosil Benito Mussolini. Její osobnost je značně odlišná v manze a v anime. V manze je vyobrazená jako arogantní, krutá a horkokrevná velitelka, která bere jízdy tankem jako duely velitelů, které neváhá urážet, naproti tomu v anime sérii je vyobrazena jako veselá, temperamentní holka s trochu přehnanou sebejistotou, která se k soupeřkám chová mimo bitevní pole vždy kamarádsky. Uvnitř svého týmu se ke všem chová jako k sobě rovným, takže je v Anziu oblíbená. Je také výborným stratégem a věří, že za výsledek bitvy je vždy zodpovědná velitelka. Když byla prvačka, zasloužila se o znovuzaložení tankového týmu na Anziu.
- Hina / Carpaccio (カルパッチョ; Dabing: Saori Hajamiová) – Velitelka a nabíječ samohybného děla Semovente 75/18, zástupkyně velitelky Ančovy. Je klidná a vyrovnaná, pravý opak Ančovyna temperamentu. Ale j také soutěživá a vyhledává férový souboj jeden na jednoho se soupeřkami, které zná osobně. V manze velí tanku M13/40. S Ceasarem byla nejlepší kamarádkou na základní škole.
- Pepperoni (ペパロニ; Dabing: Jó Taičiová) – Velitelka Carra Veloci L3/33, řidička i střelkyně, další zástupkyně velitelky Ančovy a velitelka čety Carr Veloci L3/33. Je velice výbušná a impulsivní, ale v bitvě nepřemýšlí moc strategicky. Mimo jízdu tankem je vynikající kuchařka.
- Amaretto (アマレット) – Řidička Carra Veloci L3/33 pod velením Pepperoni.
- Gelato – Další členka tankového týmu Anzio.
- Panettone – Další členka tankového týmu Anzio.

### Další postavy
- Ami Čónová (蝶野 亜美) – tanková instruktorka, jež studovala jízdu tankem na věhlasné škole Nišizumi u matky Miho a Maho, a kapitán japonských pozemních sil sebeobrany.
- Šiho Nišizumiová (西住 しほ) – Matka Miho a Maho. Velmi dbá na přísné dodržování praktik tankové školy Nišizumi, jejíž styl vyznává škola Kuromorimine, kde tankům velí Maho. Ovšem je velmi zklamaná z přístupu Miho, který nazvala kacířstvím, a dokonce ji za to, že nebojuje ve stylu Nišizumi, hodlala vydědit.
- Juri Isuzuová (五十鈴 百合) – Hanina matka, květinářka. Nemá ráda tanky a se svou dcerou se kvůli nim přestala mluvit. Později se ale usmířily. Stará se o ni student Šinzaburó.
- Džungorú Akijama (秋山 さん) – Jukarin otec, kadeřník.
- Hisako Reizejová (冷泉 久子) – Babička Mako, je to její jediná příbuzná, a ačkoliv se často hádají, jsou si velmi blízké a Mako se snaží ji nezklamat. Při své hospitalizaci vypadala velmi potěšeně, když se dověděla, že se Mako dala na jízdu tankem.

### Rozlosování dívčích středních škol 63. japonského národního poháru v senša-dó dorostenek
Na začátku turnaje byla všem přihlášeným družstvům vylosována za účasti kapitána čísla, jež byla zařazena do pavouka podle klíče 1+2, 3+4, atd.. V prvním a druhém kole (osmifinále a čtvrtfinále) smělo každé družstvo nasadit nejvýše 10 tanků. V semifinále 15 tanků a ve finále 20 tanků. V zápase turnaje vyhrál ten, kdo vyřadil tank soupeře, jenž měl u sebe vlajku. Výsledky zápasů jsou tedy zapsány ve tvaru počtu vyřazených tanků soupeře. Výherce zápasu má za číslem ještě znamení (V), jež znamená, že mezi vyřazenými tanky je i ten s vlajkou. Z průběhu anime bylo možné vyčíst výherce a poražené ve všech zápasech kromě zápasu mezi týmy středních škol Jogurt a Waffle. V Japonsku byly výsledky ostatních bitev, včetně seznamu použitých tanků a popisů bitev samotných, zveřejněny v magazínu Gekkan Senshado Magazine
|  | Osmifinále                            | Osmifinále                       |                                  |         | Čtvrtfinále   | Čtvrtfinále   |  |  | Semifinále | Semifinále |  |  | Finále | Finále |
|  |                                       |                                  |                                  |         |               |               |  |  |            |            |  |  |        |        |
|  | 1 vs. 2                               |                                  |                                  |         |               |               |  |  |            |            |  |  |        |        |
|  |                                       |                                  |                                  |         |               |               |  |  |            |            |  |  |        |        |
|  | Vikingská námořní střední škola       | 4 (V)                            |                                  |         |               |               |  |  |            |            |  |  |        |        |
|  | Vikingská námořní střední škola       | 4 (V)                            | 1 vs. 3                          |         |               |               |  |  |            |            |  |  |        |        |
|  | Akademie Koalí les                    | ?                                |                                  |         |               |               |  |  |            |            |  |  |        |        |
|  | Akademie Koalí les                    | ?                                | Vikingská námořní střední škola  | 0?      |               |               |  |  |            |            |  |  |        |        |
|  | 3 vs. 4                               |                                  | Vikingská námořní střední škola  | 0?      |               |               |  |  |            |            |  |  |        |        |
|  |                                       | Střední škola Pravda             | 10 (V)                           |         |               |               |  |  |            |            |  |  |        |        |
|  | Střední škola Pravda                  | Střední škola Pravda             | 10 (V)                           | 10 (V)  |               |               |  |  |            |            |  |  |        |        |
|  | Střední škola Pravda                  |                                  | 3 vs. 8                          | 10 (V)  |               |               |  |  |            |            |  |  |        |        |
|  | Střední škola Bonple                  | 0                                |                                  |         |               |               |  |  |            |            |  |  |        |        |
|  | Střední škola Bonple                  | 0                                | Střední škola Pravda             | 3       |               |               |  |  |            |            |  |  |        |        |
|  | 5 vs. 6                               |                                  | Střední škola Pravda             | 3       |               |               |  |  |            |            |  |  |        |        |
|  |                                       | Oaraiská dívčí střední škola     | 8 (V)                            |         |               |               |  |  |            |            |  |  |        |        |
|  | Dívčí akademie Maginot                | Oaraiská dívčí střední škola     | 8 (V)                            | 1       |               |               |  |  |            |            |  |  |        |        |
|  | Dívčí akademie Maginot                | 6 vs. 8                          |                                  | 1       |               |               |  |  |            |            |  |  |        |        |
|  | Střední škola Anzio                   | 1 (V)                            |                                  |         |               |               |  |  |            |            |  |  |        |        |
|  | Střední škola Anzio                   | 1 (V)                            | Střední škola Anzio              | 1       |               |               |  |  |            |            |  |  |        |        |
|  | 7 vs. 8                               |                                  | Střední škola Anzio              | 1       |               |               |  |  |            |            |  |  |        |        |
|  |                                       | Oaraiská dívčí střední škola     | 10 (V)                           |         |               |               |  |  |            |            |  |  |        |        |
|  | Střední škola při univerzitě Saunders | Oaraiská dívčí střední škola     | 10 (V)                           | 3       |               |               |  |  |            |            |  |  |        |        |
|  | Střední škola při univerzitě Saunders |                                  | 8 vs. 13 – pod horou Fudži       | 3       |               |               |  |  |            |            |  |  |        |        |
|  | Oaraiská dívčí střední škola          | 2 (V)                            |                                  |         |               |               |  |  |            |            |  |  |        |        |
|  | Oaraiská dívčí střední škola          | 2 (V)                            | Oaraiská dívčí střední škola     | 11 (V)  |               |               |  |  |            |            |  |  |        |        |
|  | 9 vs. 10                              |                                  | Oaraiská dívčí střední škola     | 11 (V)  |               |               |  |  |            |            |  |  |        |        |
|  |                                       | Dívčí střední škola Kuromorimine | 7                                |         |               |               |  |  |            |            |  |  |        |        |
|  | BC škola svobodných                   | Dívčí střední škola Kuromorimine | 7                                | 1       |               |               |  |  |            |            |  |  |        |        |
|  | BC škola svobodných                   | 10 vs. 11                        |                                  | 1       |               |               |  |  |            |            |  |  |        |        |
|  | Dívčí akademie sv. Gloriany           | 6 (V)                            |                                  |         |               |               |  |  |            |            |  |  |        |        |
|  | Dívčí akademie sv. Gloriany           | 6 (V)                            | Dívčí akademie sv. Gloriany      | 10? (V) |               |               |  |  |            |            |  |  |        |        |
|  | 11 vs. 12                             |                                  | Dívčí akademie sv. Gloriany      | 10? (V) |               |               |  |  |            |            |  |  |        |        |
|  |                                       | Střední škola Jogurt             | 3                                |         |               |               |  |  |            |            |  |  |        |        |
|  | Střední škola Jogurt                  | Střední škola Jogurt             | 3                                | 10 (V)  |               |               |  |  |            |            |  |  |        |        |
|  | Střední škola Jogurt                  |                                  | 10 vs. 13                        | 10 (V)  |               |               |  |  |            |            |  |  |        |        |
|  | Střední škola Waffle                  | ?                                |                                  |         |               |               |  |  |            |            |  |  |        |        |
|  | Střední škola Waffle                  | ?                                | Dívčí akademie sv. Gloriany      | 3?      |               |               |  |  |            |            |  |  |        |        |
|  | 13 vs. 14                             |                                  | Dívčí akademie sv. Gloriany      | 3?      |               |               |  |  |            |            |  |  |        |        |
|  |                                       | Dívčí střední škola Kuromorimine | 15 (V)                           |         | O třetí místo | O třetí místo |  |  |            |            |  |  |        |        |
|  | Dívčí střední škola Kuromorimine      | Dívčí střední škola Kuromorimine | 15 (V)                           | 10? (V) | O třetí místo | O třetí místo |  |  |            |            |  |  |        |        |
|  | Dívčí střední škola Kuromorimine      | 13 vs. 16                        |                                  | 10? (V) |               |               |  |  |            |            |  |  |        |        |
|  | Dívčí akademie Či-Ha-Tan              | 0                                |                                  |         |               |               |  |  |            |            |  |  |        |        |
|  | Dívčí akademie Či-Ha-Tan              | 0                                | Dívčí střední škola Kuromorimine | 10 (V)  |               |               |  |  |            |            |  |  |        |        |
|  | 15 vs. 16                             |                                  | Dívčí střední škola Kuromorimine | 10 (V)  |               |               |  |  |            |            |  |  |        |        |
|  |                                       | Střední škola Jatkosota          | 3                                |         |               |               |  |  |            |            |  |  |        |        |
|  | Střední škola Modrá divize            | Střední škola Jatkosota          | 3                                | ?       |               |               |  |  |            |            |  |  |        |        |
|  | Střední škola Modrá divize            |                                  |                                  | ?       |               |               |  |  |            |            |  |  |        |        |
|  | Střední škola Jatkosota               | 10 (V)                           |                                  |         |               |               |  |  |            |            |  |  |        |        |
|  | Střední škola Jatkosota               | 10 (V)                           |                                  |         |               |               |  |  |            |            |  |  |        |        |

Popis ostatních středních škol v turnaji Senša-dó
- Vikingská námořní střední škola – vedena ve stylu Norska (používá tanky SOMUA S-35, Hotchkiss H-35, Panzer I Ausf.B, Panzer II Ausf.B, Panzer III Ausf.N a Pz.NbFz V; v plánu nákup M24 Chaffee)
- Akademie Koalí les – vedena ve stylu Austrálie (používá tanky Matilda Mk II, M3 Grant, M3 Stuart, Mk. 1 Sentinel, Thunderbolt)
- Střední škola Bonple – vedena ve stylu Polska (používá tanky 7TP – verze s jedním i dvěma děly, 9TP, 10TP, Renault FT-17, Renault R-35 (momentálně nefunkční), TK-3 s 20mm kanónem)
- Dívčí akademie Maginot – vedena ve stylu předválečné Francie (používá tanky Char B1 Bis, Renault FT-17, Renault R-35 a R-39 a SOMUA S-35, ARL 44 (momentálně nefunkční))
- BC škola svobodných – vedena ve stylu kombinace Vichistické Francie (BC) a francouzských svobodných, vznikla sloučením dvou menších škol, obě frakce se mezi sebou neustále hádají (používá tanky FCM F1, Hotchkiss H-39, M4A1 Sherman, M4A2 Sherman, M5 Stuart, M10 Wolverine, M22 Locust, Panzer V Ausf.G Panther, Renault AMR-35 ZT-1 7,5mm, ZT-1 13,2mm, ZT-2, Char B1 Bis, Renault R-35, SOMUA S-35, Valentine Mk.III, Renault FT-17, nově též ARL 44)
- Střední škola Jogurt – vedena ve stylu Bulharska (používá tanky Carro Veloce L3/33, Hotchkiss H-39, Hetzer, Jagdpanzer IV L/70, LT vz. 38, Panzer IV Ausf.G/H, Panzer V Ausf.D/G Panther, Sturmgeschütz III, Panzer III (přestavěn na zemědělský stroj), Typ 95 Ha-gó (přestavěn na zemědělský stroj))
- Střední škola Waffle – vedena ve stylu Belgie (používá tanky T-15 Vickers, AMC 35, M24 Chaffee, M4(105) Sherman)
- Dívčí akademie Či-Ha-Tan – vedena ve stylu Japonského císařství (používá tanky Typ 97 Či-ha, Typ 97 Šinhoto Či-ha, Typ 95 Ha-gó, Typ 2 Ka-mi)
- Střední škola Modrá divize – vedena ve stylu Španělska během občanské války a jako španělská Modrá divize na Východní frontě (používá tanky BT-5, Carro Veloce L3/35, T-26, Panzer I, Panzer II Ausf.E, Panzer III Ausf.J, Panzer IV Ausf.H, Sturmgeschütz III, Verdeja 1)
- Střední škola Jatkosota – vedena ve stylu Finska; Jatkosota znamená pokračovací dle Pokračovací války (používá tanky BT-42, Panzer IV Ausf.J, Sturmi, T-34/76, T-34/85, T-26, BT-5, BT-7, Vickers Mark E, KV-1 (ukradený Střední škole Pravda))

Popis ostatních středních škol, jež se nezúčastnily turnaje Senša-dó, ale též vyučují Jízdu tankem
- Akademie Bellwall – vedena v kombinaci stylů Nacistického Německa a SSSR (používá tanky Tiger, Jagdpanther, Elefant, T-44, Panzer II)
- Střední škola Gilbert – detaily dosud neznámé
- Střední škola Tategoto – vedena ve stylu Armády nezávislosti Barmy (používá tanky Typ 95 Ha-gó)
- Dívčí střední škola Tatenaši – detaily dosud neznámé
- Střední škola Západní Kureodži Grona – detaily dosud neznámé
- Střední škola Count (Hraběcí) – vedena ve stylu Rumunska (používá tanky T.3, T.4, TAs, R-2, LT vz. 38, Mareșal)
- Střední škola Gregor – vedena ve stylu Československa (používá tanky LT vz. 35, LT vz. 38, Hetzer, Panzer III Ausf.N)
- Střední škola Maple (Javor) – vedena ve stylu Kanady (používá tanky Ram, Grizzly I, Valentine Mk.VI, Lehký tank Mk VIB (s neobvyklým kanónem)
- Střední škola Viggen – vedena ve stylu Švédska (používá tanky Stridsvagn m/40, Stridsvagn m/42)

## Manga
Následující tabulka představuje seznam všech mang na téma Girls und Panzer, seřazený dle názvu, časaopisu a dle data vydání.
| Datum vydání       | Název                                                      | Časopis                | ISBN                |
| ------------------ | ---------------------------------------------------------- | ---------------------- | ------------------- |
| 21. září 2012      | Girls und Panzer, Volume 1                                 | Comic Flapper          | ISBN 978-4840147279 |
| 23. února 2013     | Girls und Panzer, Volume 2                                 | Comic Flapper          | ISBN 978-4840150132 |
| 21. září 2013      | Girls und Panzer, Volume 3                                 | Comic Flapper          | ISBN 978-4840153263 |
| 23. dubna 2014     | Girls und Panzer, Volume 4                                 | Comic Flapper          | ISBN 978-4040665481 |
| 23. února 2015     | Girls und Panzer: Ribbon no Musha, Volume 1                | Comic Flapper          | ISBN 978-4040672687 |
| 23. června 2015    | Girls und Panzer: Ribbon no Musha, Volume 2                | Comic Flapper          | ISBN 978-4040675411 |
| 21. listopadu 2015 | Girls und Panzer: Ribbon no Musha, Volume 3                | Comic Flapper          | ISBN 978-4040678467 |
| 23. dubna 2016     | Girls und Panzer: Ribbon no Musha, Volume 4                | Comic Flapper          | ISBN 978-4040682440 |
| 23. září 2016      | Girls und Panzer: Ribbon no Musha, Volume 5                | Comic Flapper          | ISBN 978-4040685373 |
| 23. února 2017     | Girls und Panzer: Ribbon no Musha, Volume 6                | Comic Flapper          | ISBN 978-4040690186 |
| 22. července 2017  | Girls und Panzer: Ribbon no Musha, Volume 7                | Comic Flapper          | ISBN 978-4040693002 |
| 22. prosince 2017  | Girls und Panzer: Ribbon no Musha, Volume 8                | Comic Flapper          | ISBN 978-4040695747 |
| 23. května 2018    | Girls und Panzer: Ribbon no Musha, Volume 9                | Comic Flapper          | ISBN 978-4040698755 |
| 23. října 2018     | Girls und Panzer: Ribbon no Musha, Volume 10               | Comic Flapper          | ISBN 978-4040652023 |
| 26. března 2019    | Girls und Panzer: Ribbon no Musha, Volume 11               | Comic Flapper          | ISBN 9784040655734  |
| 23. srpna 2019     | Girls und Panzer: Ribbon no Musha, Volume 12               | Comic Flapper          | ISBN 9784040658865  |
| 23. ledna 2020     | Girls und Panzer: Ribbon no Musha, Volume 13               | Comic Flapper          | ISBN 9784040642826  |
| 23. ledna 2017     | Girls und Panzer der Film Variante, Volume 1               | Comic Flapper          | ISBN 978-4040688251 |
| 23. srpna 2017     | Girls und Panzer der Film Variante, Volume 2               | Comic Flapper          | ISBN 978-4040693774 |
| 23. ledna 2018     | Girls und Panzer der Film Variante, Volume 3               | Comic Flapper          | ISBN 978-4040696959 |
| 23. března 2018    | Girls und Panzer der Film Variante, Volume 4               | Comic Flapper          | ISBN 978-4040652030 |
| 21. listopadu 2019 | Girls und Panzer der Film Variante, Volume 5               | Comic Flapper          | ISBN 978-4040640716 |
| 23. února 2017     | Girls und Panzer: Senshado no Susume, Volume 1             | Comic Flapper          | ISBN 978-4040690216 |
| 22. listopadu 2017 | Girls und Panzer: Senshado no Susume, Volume 2             | Comic Flapper          | ISBN 978-4040694689 |
| 23. května 2018    | Girls und Panzer: Senshado no Susume, Volume 3             | Comic Flapper          | ISBN 978-4040698762 |
| 21. listopadu 2018 | Girls und Panzer: Senshado no Susume, Volume 4             | Comic Flapper          | ISBN 978-4040653464 |
| 22. června 2019    | Girls und Panzer: Senshado no Susume, Volume 5             | Comic Flapper          | ISBN 978-4040657738 |
| 23. října 2012     | Girls und Panzer: Little Army, Volume 1                    | Monthly Comic Alive    | ISBN 978-4840147392 |
| 23. února 2013     | Girls und Panzer: Little Army, Volume 2                    | Monthly Comic Alive    | ISBN 978-4840150026 |
| 22. srpna 2015     | Girls und Panzer: Little Army II, Volume 1                 | Monthly Comic Alive    | ISBN 978-4040675947 |
| 23. ledna 2016     | Girls und Panzer: Little Army II, Volume 2                 | Monthly Comic Alive    | ISBN 978-4040682037 |
| 23. dubna 2016     | Girls und Panzer: Little Army II, Volume 3                 | Monthly Comic Alive    | ISBN 978-4040682396 |
| 23. října 2013     | Girls und Panzer: Motto Love Love Sakusen Desu!, Volume 1  | Monthly Comic Alive    | ISBN 978-4840153409 |
| 23. dubna 2014     | Girls und Panzer: Motto Love Love Sakusen Desu!, Volume 2  | Monthly Comic Alive    | ISBN 978-4040665412 |
| 23. října 2014     | Girls und Panzer: Motto Love Love Sakusen Desu!, Volume 3  | Monthly Comic Alive    | ISBN 978-4040668741 |
| 23. května 2015    | Girls und Panzer: Motto Love Love Sakusen Desu!, Volume 4  | Monthly Comic Alive    | ISBN 978-4040675213 |
| 21. listopadu 2015 | Girls und Panzer: Motto Love Love Sakusen Desu!, Volume 5  | Monthly Comic Alive    | ISBN 978-4040678429 |
| 23. dubna 2016     | Girls und Panzer: Motto Love Love Sakusen Desu!, Volume 6  | Monthly Comic Alive    | ISBN 978-4040682563 |
| 22. října 2016     | Girls und Panzer: Motto Love Love Sakusen Desu!, Volume 7  | Monthly Comic Alive    | ISBN 978-4040685618 |
| 22. dubna 2017     | Girls und Panzer: Motto Love Love Sakusen Desu!, Volume 8  | Monthly Comic Alive    | ISBN 978-4040691688 |
| 22. listopadu 2017 | Girls und Panzer: Motto Love Love Sakusen Desu!, Volume 9  | Monthly Comic Alive    | ISBN 978-4040694863 |
| 23. května 2018    | Girls und Panzer: Motto Love Love Sakusen Desu!, Volume 10 | Monthly Comic Alive    | ISBN 978-4040698380 |
| 21. listopadu 2018 | Girls und Panzer: Motto Love Love Sakusen Desu!, Volume 11 | Monthly Comic Alive    | ISBN 978-4040651798 |
| 23. srpna 2019     | Girls und Panzer: Motto Love Love Sakusen Desu!, Volume 12 | Monthly Comic Alive    | ISBN 978-4040657080 |
| 23. prosince 2019  | Girls und Panzer: Motto Love Love Sakusen Desu!, Volume 13 | Monthly Comic Alive    | ISBN 978-4040641447 |
| 23. března 2015    | Girls und Panzer: Gekitou! Maginot-sen Desu!!, Volume 1    | Comic Walker (digital) | ISBN 978-4040675015 |
| 19. září 2015      | Girls und Panzer: Gekitou! Maginot-sen Desu!!, Volume 2    | Comic Walker (digital) | ISBN 978-4040678191 |
| 23. února 2017     | Girls und Panzer: Phase. Erika, Volume 1                   | Comic Walker (digital) | ISBN 978-4040688244 |
| 23. září 2017      | Girls und Panzer: Phase. Erika, Volume 2                   | Comic Walker (digital) | ISBN 978-4040693781 |
| 23. dubna 2018     | Girls und Panzer: Phase. Erika, Volume 3                   | Comic Walker (digital) | ISBN 978-4040698359 |